# Workin' Moms

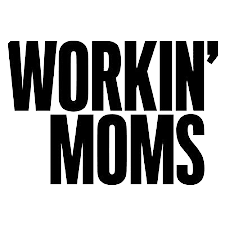
Logo de Workin' Moms, serie de televisión canadiense

Workin' Moms es una serie de televisión canadiense de comedia dramática, que se estrenó el 10 de enero de 2017 y transmitido por la cadena CBC. Está protagonizada por Catherine Reitman, Jessalyn Wanlim, Dani Kind y Juno Rinaldi como un grupo de amigas que se enfrentan a los desafíos de ser madres trabajadoras. La serie es producida por Wolf and Rabbit Entertainment, la productora de Reitman y su esposo Philip Sternberg.
En febrero de 2019, la serie se estrenó en Netflix en todo el mundo.

## Reparto

### Principal
- Catherine Reitman como Kate Foster.
- Dani Kind como Anne Carlson.
- Juno Rinaldi como Frankie Coyne.
- Jessalyn Wanlim como Jenny Matthews.
- Dennis Andres como Ian Matthews.

### Recurrente
- Katherine Barrell como Alicia Rutherford (temporadas 1–2).
- Philip Sternberg como Nathan Foster.
- Sarah McVie como Val Szalinsky.
- Ryan Belleville como Lionel Carlson.
- Peter Keleghan como Richard.
- Nikki Duval como Rosie Phillips.
- Sadie Munroe como Alice Carlson.
- Kevin Vidal como Mo Daniels (temporadas 1–2).
- Nelu Handa como Jade.
- Oluniké Adeliyi como Giselle Bois.
- Jess Salgueiro como Mean Nanny/Renya.
- Novie Edwards como Sheila (temporada 1).
- Mimi Kuzyk como Eleanor Galperin.
- Jennifer Pudavick como Gena Morris.
- Aviva Mongillo como Juniper.
- Tennille Read como Bianca.
- Christopher Redman como Brad.
- LaRonn Marzett como Tom (temporada 3).

### Secundario
- Varun Saranga como Chad (temporadas 1–2).
- Alden Adair como Marvin Grimes (temporadas 1–2).
- Mary Ashton como Sarah Hoffman (temporadas 1–2).
- Amanda Brugel como Sonia (temporada 2).
- Angela Asher como Dorothy (temporada 2).
- Zachary Bennett como Carl (temporadas 1–2).
- Donald MacLean Jr. como Forrest.
- Nadine Djoury como Iris.
- Erika Swayze como Brenna.
- Jann Arden como Jane Carlson.